# 費迪南德·海涅
雅各布·戈特利布·費迪南德·海涅（德語：Jakob Gottlieb Ferdinand Heine，1809年3月9日—1894年3月28日）是一名德國鳥類學家和收藏家。
海涅擁有19世紀中期最大的私人鳥類收藏之一。這些收藏現存於哈爾伯施塔特的海涅哈爾伯施塔特博物館（27,000個標本，15,000本書籍）。吉恩·路易斯·卡巴尼斯在《Museum Heineanum. Verzeichniss der ornithologischen Sammlung des Oberamtmann Ferdinand Heine, auf Gut St. Burchard vor Halberstadt （页面存档备份，存于）》中介紹了這些收藏。他的兒子費迪南德·海涅也是一名鳥類學家。

## 外部連結
- Nomenclator Musei Heineani Ornithologici